# De terugkeer van Zij
De terugkeer van Zij (Engelse titel: Ayesha, the Return of She) is een fantasyroman uit 1905 van de Britse victoriaanse schrijver Henry Rider Haggard. De plot van het boek volgt zestien jaar na het eind van de plot van zijn roman Zij. Na dit boek volgde de roman She and Allan.
Het boek verscheen in herdruk door de Newcastle Publishing Company in oktober 1977 als het veertiende deel van de serie Newcastle Forgotten Fantasy Library.
Ayesha wordt genoemd in Die Traumdeutung van Sigmund Freud en eveneens door Carl Gustav Jung.

## Inhoud
Horace en Leo zijn in Tibet in hun zoektocht over de wereld naar de incarnatie van Ayesha. Na een avontuurlijke tocht met lawines, gletsjers en kliffen komen ze aan in Kaloon. Hier komen ze Atena tegen, de incarnatie van Amenartas. Ze horen van een mysterieuze priesteres met de naam Hes die met haar gevolg op een nabij gelegen berg woont.
Atena wordt verliefd op Leo en achtervolgd door de bloedhonden van haar man bereiken ze de berg waar ze de zwaar gesluierde Ayesha treffen. Atena daagt Ayesha uit zich te onthullen, zodat Leo kan kiezen tussen hen twee. Ayesha doet dat en Leo ziet de heks voor zich die hij en Holly voor het laatst in de vuren van Afrika hadden gezien. Leo kiest voor Ayesha en kust haar; de oude feeks herwint al haar schoonheid en betovering. Ayesha is filosofischer geworden en heeft in dit leven nieuwe krachten verworven; ze kan ver in de tijd vooruit zien en ze kan ijzer omzetten in goud. Ze ziet in Leo Kallikrates, haar geliefde; Leo wil alleen haar liefde. Ayesha houdt hem af want hij moet eerst onsterfelijk worden door te baden in het vuur, en als ze uiteindelijk hartstochtelijk kussen, komt de grootste angst van Ayesha uit; Leo valt dood neer en Ayesha blijft opnieuw eeuwig leven.